# Otothyris
Otothyris (Ототиріс) — рід риб триби Otothyrini з підродини Hypoptopomatinae родини Лорікарієві ряду сомоподібні. Має 4 види. Наукова назва походить від грецьких слів otis, тобто вухо, та thyra — «маленькі двері».

## Опис
Загальна довжина представників цього роду коливається від 2,8 до 3,5 см. Зовнішністю дещо схожі на сомів з роду Otocinclus. Голова витягнута, зверху трохи сплощена. З боків є дрібнесенькі отвори. На голові та краю морди присутні широкі одонтоди (шкіряні зубчики). Види різняться між собою розміром і розташуванням цих одонтод. Зуби невеличкі: 15-21 — на верхній щелепі, 13-18 — на нижній. Тулуб подовжений, доволі стрункий, вкрито кістковими пластинами спину і боки, черево має області з пластинками, що чергується з голою шкірою. Капсула плавального міхура збільшена. Спинний плавець помірно довгий, з 8 м'якими променями. Грудні плавці широкі, мають великі одонтоди. Анальний плавець дещо поступається спинному, зі 6 м'якими променями.

## Спосіб життя
Це демерсальні риби. Воліють до прісних водойм. Тримаються вод з помірною течією, біля піщаного ґрунту. Активні вдень. Живляться м'якими водоростями, детритом.

## Розповсюдження
Є ендеміками Бразилії. Мешкають у басейнах річок Рібьєра-де-Ігуапе, Гуаїбе, Жекітіньонья.

## Тримання в акваріумі
Потрібна ємність від 60 літрів. На дно насипають дрібний пісок темних тонів і поміщають як декорації невеликі корчі та каміння. Забезпечити наявність у водоймі опалого листя дерев і гілок. Рослинність повинна займати не більше 30 % площі.
Неагресивні риби. Містять групою від 10 особин. Сусідами можуть бути дрібні харацинові — нанностомуси, аксельрод, а також хастатуси і хабросуси. У великих ємностях отоцинклюси знайдуть самі ніж прогодуватися. Залишається їх тільки підгодовувати шматочками свіжих овочів і таблетками (чіпсами) для рослиноїдних сомів. З технічних засобів знадобиться внутрішній фільтр середньої потужності для створення помірної течії, компресор. Температура тримання повинна становити 20-25 °C.

## Види
- Otothyris juquiae
- Otothyris lophophanes
- Otothyris rostrata
- Otothyris travassosi